# Stephania herbacea
Stephania herbacea là một loài thực vật có hoa trong họ Biển bức cát. Loài này được Gagnep. miêu tả khoa học đầu tiên năm 1908.